# Franz Quarthal
Franz Quarthal (* 14. Oktober 1943 in Gotha; † 12. August 2024 in Rottenburg am Neckar) war ein deutscher Historiker und von 1990 bis 2012 Inhaber des Lehrstuhls für Landesgeschichte an der Universität Stuttgart.

## Leben
Nach dem Abitur im Jahre 1963 studierte er Geschichte, Germanistik und Romanistik an den Universitäten Tübingen, Wien und Paris. Nach dem Staatsexamen 1968 begann er an der Universität Tübingen unter der Leitung von Hansmartin Decker-Hauff mit der Arbeit an einer Dissertation über das Thema Landstände und landständisches Steuerwesen in Schwäbisch-Österreich, die er im Sommersemester 1973 abschloss.
Nach der Promotion war er von 1973 bis 1984 wissenschaftlicher Assistent am Institut für geschichtliche Landeskunde und Historische Hilfswissenschaften an der Universität Tübingen. Seine Habilitationsschrift von 1982 hatte den Titel Absolutismus und Provinz. Verwaltungsreform und Herrschaftsintensivierung in den österreichischen Vorlanden zur Zeit des Absolutismus. Nach der Habilitation erfolgte 1982 die Ernennung zum Privatdozenten, zwei Jahre später zum C 2-Professor auf Zeit an der Universität Tübingen. Von 1985 bis 1989 war er Heisenbergstipendiat der Deutschen Forschungsgemeinschaft.
Am 1. April 1989 wurde er zum Universitätsprofessor für Neuere Geschichte und Bayerische Landesgeschichte an der Universität Passau ernannt. Einen Ruf auf den Lehrstuhl für Neuere Geschichte an der Universität Wien im Wintersemester 1989/90 lehnte er zugunsten eines Rufes auf den Lehrstuhl für Landesgeschichte an der Universität Stuttgart ab, den er seit September 1990 innehatte. Zum 1. Oktober 2012 trat er in den Ruhestand, seine Nachfolgerin ist Sabine Holtz.
Zunächst standen der räumliche und personelle Ausbau der Abteilung Landesgeschichte und die Einrichtung einer Bibliothek im Vordergrund. In Forschung und Lehre widmete sich Quarthal der Darstellung und Erforschung der Geschichte Südwestdeutschlands und darin eingebettet die Geschichte Vorderösterreichs innerhalb der Geschichte Oberschwabens. Neben der Habilitationsschrift existiert dazu der rund zweihundert Seiten umfassende Artikel Vorderösterreich im Handbuch der baden-württembergischen Geschichte.
Unter seiner Leitung entstand 1997 in Endingen am Kaiserstuhl das Vorderösterreich-Museum. 1999 konnte in Zusammenarbeit mit dem Württembergischen Landesmuseum die Landesausstellung Vorderösterreich – Nur die Schwanzfeder des Kaiseradlers? in Rottenburg, auf der Schallaburg in Niederösterreich und in Freiburg im Breisgau präsentiert werden. Dafür wurde ihm 1999 das Ehrenkreuz für Wissenschaft und Kunst der Republik Österreich (1. Klasse) verliehen.
Am 12. August 2024 starb Franz Quarthal in Rottenburg am Neckar im Alter von 80 Jahren.

## Mitgliedschaften in Gremien und Kommissionen
- Seit 1975 Alemannisches Institut (1975–1989 Vorstandsmitglied und Leiter der Tübinger Arbeitsgruppe)
- Seit 1978 Außerordentliches Mitglied der Bayerischen Benediktinerakademie (seit 2023: Benediktinische Akademie Salzburg) – Historische Sektion[2]
- 1980–1984 Kooptiertes Mitglied des Sonderforschungsbereichs 8 der Deutschen Forschungsgemeinschaft „Spätmittelalter und Reformation“
- 1981–1998 Mitglied der Sektion der Bundesrepublik Deutschland der „International Commission for the History of Parliamentary and Representative Institutions“
- Seit 1986 Mitglied der Kommission für geschichtliche Landeskunde in Baden-Württemberg (Vorstandsmitglied seit 1990)
- Seit 1991 Vorsitzender der Historischen Gesellschaft Stuttgart
- Seit 1996 Vorstandsmitglied der Gesellschaft Oberschwaben[3]
- Seit 2004 Mitglied im Wissenschaftlichen Beirat der Zeitschrift Momente. Beiträge zur Landeskunde Baden-Württemberg
- Beirat des Südwestdeutschen Arbeitskreises für Stadtgeschichtsforschung[4]
- Wissenschaftlicher Beirat des Hauses der Geschichte Baden-Württemberg[4]
- Wissenschaftliches Kuratorium des Instituts für sächsische Geschichte und Volkskunde in Dresden[4]

## Auszeichnungen
- Österreichisches Ehrenkreuz für Wissenschaft und Kunst I. Klasse
- Friedrich Schiedel Wissenschaftspreis zur Geschichte Oberschwabens HSS

## Schriften (Auswahl)
Monografien
- mit Georg Wieland: Die Behördenorganisation Vorderösterreichs von 1753 bis 1805 und die Beamten in Verwaltung, Justiz und Unterrichtswesen (= Veröffentlichung des Alemannischen Instituts. 43). Konkordia, Bühl/Baden 1977, ISBN 3-7826-0043-6.
- Landstände und landständisches Steuerwesen in Schwäbisch-Österreich (= Schriften zur südwestdeutschen Landeskunde. 16). Müller und Gräff, Stuttgart 1980, ISBN 3-87532-074-3 (Zugleich: Tübingen, Universität, Dissertation, 1980).
- mit Wilfried Setzler (Hrsg.): Stadtverfassung, Verfassungsstaat, Pressepolitik. Festschrift für Eberhard Naujoks zum 65. Geburtstag. Thorbecke, Sigmaringen 1980, ISBN 3-7995-7013-6.
- mit Gerhard Faix (Hrsg.): Die Habsburger im deutschen Südwesten. Neue Forschungen zur Geschichte Vorderösterreichs. Thorbecke, Stuttgart 2000, ISBN 3-7995-0124-X.
- mit Daniel Kuhn, Reinhold Weber: Die Geschichte des Weines in Baden und Württemberg. Kohlhammer, Stuttgart 2015, ISBN 978-3-17-028560-6.

Herausgeberschaften
- mit Volker Himmelein: Vorderösterreich. Nur die Schwanzfeder des Kaiseradlers? Die Habsburger im deutschen Südwesten. Süddeutsche Verlagsgesellschaft, Ulm 1999, ISBN 3-88294-277-0 (Katalog der Landesausstellung).
- mit Ulrich Faust: Die Reformverbände und Kongregationen im deutschen Sprachraum (= Germania Benedictina, Bd. I). EOS Verlag, St. Ottilien 1999, ISBN 978-3-8306-6994-4.
- Die Benediktinerklöster in Baden-Württemberg (= Germania Benedictina, Bd. V). Winfried-Werk, Augsburg 1975; EOS-Verlag, St. Ottilien 2. überarb. Auflage 1987, ISBN 978-3-88096-605-5.